# Kureaci Lozî, Krîve Ozero
Kureaci Lozî (în ucraineană Курячі Лози) este o comună în raionul Krîve Ozero, regiunea Mîkolaiiv, Ucraina, formată numai din satul de reședință.

## Demografie
Componența lingvistică a comunei Kureaci Lozî
     Ucraineană (98,06%)
     Rusă (1,24%)
     Alte limbi (0,47%)
Conform recensământului din 2001, majoritatea populației comunei Kureaci Lozî era vorbitoare de ucraineană (98,06%), existând în minoritate și vorbitori de rusă (1,24%).